# 新华街道 (韶关市)
新华街道，是中华人民共和国广东省韶关市武江区下辖的一个乡镇级行政单位。

## 行政区划
新华街道下辖以下地区：
五祖路社区、惠民西社区、芙蓉东社区、沙洲社区、金洲社区、惠民东社区、武江南社区、工业东社区、工业中社区、工业西社区、芙蓉北社区、乳韶社区、新华南社区和红尾坑社区。